# Glenn Tipton
Glenn Raymond Tipton (ur. 25 października 1947 w Blackheath) – brytyjski muzyk rockowy, gitarzysta zespołu Judas Priest.
Do Judas Priest trafił z zespołu Flying Hat Band, gdzie oprócz gry na gitarze elektrycznej śpiewał i okazyjnie grał na instrumentach klawiszowych. Jest znany ze swoich partii solowych, w które często wplata trudne technicznie zagrania. W jego grze słychać inspirację muzyką neoklasyczną. Tipton tworzy ponadto muzykę do filmów i gier video. W Judas Priest grał w duecie z K.K. Downingiem nieprzerwanie od ponad 35 lat, do momentu jego odejścia z zespołu. Uważany jest za jednego z najlepszych gitarzystów rockowych i heavymetalowych na świecie.
Przez wiele lat twórczości, szczególnie w jej wczesnym okresie, Tipton używał gitary Fender Stratocaster, najpierw standardowej, później modelu 70's wyposażonego w dwa humbuckery i lustrzaną płytkę ochronną. Używał go między innymi podczas Screaming for Vengeance Tour. We wczesnych latach 80. grał też na gitarze Gibson SG o podobnym wykończeniu. W połowie lat osiemdziesiątych zaczął używać „kanciastych” gitar firmy Hamer, sygnowanych swoim nazwiskiem: Hamer GT Custom (Wersja czarna z białą obwódką i biała z czarną) i Hamer Phantom GT (brązowa z czarną płytką ochronną i czarna z lustrzaną płytką). Używał niemal wyłącznie wzmacniaczy firmy Marshall – głównie modelu JCM800. Obecnie stosuje zestawienie wielu różnych przedwzmacniaczy pod kontrolerem MIDI.
W 1996 r. ukazał się jego pierwszy solowy album Baptizm of Fire. Materiał nagrywany był w dwóch turach – pierwsza sesja (w której prócz Tiptona uczestniczyli John Entwistle i Cozy Powell nie została przyjęta przez wytwórnię ze względu na zbyt „oldschoolowy” charakter materiału, który, zdaniem managementu, nie sprzedałby się zbyt dobrze. Tipton wszedł więc do studia drugi raz, już z innymi muzykami (wśród nich byli m.in. Don Airey, i Robert Trujillo), a z materiału nagranego wcześniej, z Entwistlem i Powellem, pozostał tylko utwór „The Healer”.
W 2004 roku muzyk wraz z K.K. Downingiem został sklasyfikowany na 13. miejscu listy 100 najlepszych gitarzystów heavymetalowych wszech czasów według magazynu Guitar World.
W roku 2006 ukazał się niepublikowany wcześniej materiał z nagrań na płytę „Baptizm of Fire”, w których uczestniczyli John Entwistle i Cozy Powell, obaj już wówczas (2006) nieżyjący. Płytę zatytułowano „Edge of the World”. Ma ona bardziej stonowany charakter i więcej spokojniejszych utworów niż poprzednie wydawnictwo gitarzysty.
W 2018 roku ogłosił, że zdiagnozowano u niego chorobę Parkinsona oraz zapowiedział odejście od koncertowania. Pomimo choroby Tipton dalej uczestniczy w tworzeniu albumów Judas Priest (Firepower z 2018 roku oraz Invincible Shield z 2024 roku). Podczas tras koncertowych sporadycznie uczestniczy także w odgrywaniu niektórych utworów.

## Instrumentarium
| Gitary - Hamer GT, EMG 81 Pickups, Kahler Tremolo - Hamer Phantom, EMG 81 Pickups, Kahler Tremolo - Gibson Les Paul Wzmacniacze i kolumny głośnikowe - ENGL Invader Amplifier - ENGL Ironball Amplifier - ENGL Cabinets Celestion Vintage 30 |  | Efekty gitarowe - Yamaha Remote Latch Switch for Yamaha SPX90II - Yamaha MFC05 MIDI Foot Controller - Mike Hill Single-loop Controller Remote Switch - Dunlop Cry Baby Rack Wah - Dunlop Remote Wah Controller For Rack Wah Struny i kostki - Ernie Ball Custom Strings (.048, .038, .028 Pure Nickel Wrap, .016, .011, .009 RPS Reinforced Plain Steel) - Ernie Ball Nylon Picks |

## Dyskografia
Albumy
| Tytuł                                                 | Dane dot. albumu                                   |
| ----------------------------------------------------- | -------------------------------------------------- |
| Baptizm of Fire                                       | - Data: 18 lutego 1997 - Wydawca: Atlantic Records |
| Edge of the World (oraz John Entwistle i Cozy Powell) | - Data: 7 marca 2006 - Wydawca: Rhino Records      |

## Filmografia
| Tytuł                                                            | Rok  | Rola        | Uwagi                                          | Źródło |
| ---------------------------------------------------------------- | ---- | ----------- | ---------------------------------------------- | ------ |
| „Dream Deceivers: The Story Behind James Vance vs. Judas Priest” | 1992 | jako on sam | film dokumentalny, reżyseria: David Van Taylor | [ 6 ]  |
| „In a Metal Mood”                                                | 1996 | jako on sam | film dokumentalny, reżyseria: Henning Lohner   | [ 7 ]  |